# Jonathan Haggler
Jonathan Haggler (ur. 25 lipca 1972 r.) – amerykański bokser wagi ciężkiej.

## Kariera zawodowa
21 lipca 2000 Jonathan Haggler stoczył swój pierwszy zawodowy pojedynek. W 1 rundzie przez techniczny nokaut pokonał Jimmy'ego Townsenda.
29 kwietnia 2006 Haggler w swojej 18 zawodowej walce, doznał pierwszej porażki, w pojedynku, w którym rywalem był Matt Green. Przyczyną porażki była kontuzja ramienia.
15 lutego 2008 Amerykanin przegrał przez techniczny nokaut w 4 rundzie z Chazzem Witherspoonem, kuzynem byłego Mistrza Świata wagi ciężkiej Tima Witherspoona.
11 kwietnia 2008 Haggler uległ Shane'owi Cameronowi, który znokautował go w 7 rundzie. Stawką pojedynku były regionalne pasy WBO Oriental, WBO AsiaPacific oraz IBF Pan Pacific.
19 lutego 2011 Jonathan Haggler zmierzył się z Mariuszem Wachem o pas WBC Baltic. W 3 rundzie przez nokaut zwyciężył Polak.